# Khắc Hưng
Nguyễn Khắc Hưng, thường được biết đến với nghệ danh Khắc Hưng (sinh ngày 12 tháng 12 năm 1992), là một nam nhạc sĩ, ca sĩ kiêm nhà sản xuất thu âm người Việt Nam. Nổi tiếng khi tham gia sáng tác và sản xuất các ca khúc nổi bật cho nhiều nghệ sĩ âm nhạc nước nhà, anh từng giành được hai giải Cống hiến trong suốt sự nghiệp của mình.

## Cuộc đời và sự nghiệp
Khắc Hưng là em trai của ca sĩ Khắc Việt. Cả hai anh em theo học nhạc thầy Văn Phú Duy Phúc. Anh là cựu sinh viên của Học viện Âm nhạc Quốc gia Việt Nam. Những sáng tác đầu tiên của Khắc Việt có sự phụ giúp của em trai trong phần phối khí.
Năm 2014, Khắc Hưng tham gia với vai trò là nhà sản xuất âm nhạc chính cho album phòng thu đầu tay của ca sĩ Nguyễn Trần Trung Quân. Khởi hành đã giúp Nguyễn Trần Trung Quân mang về 2 giải Cống hiến ở hạng mục "Album của năm" và "Nghệ sĩ mới của năm". Album là một cái tên hiếm hoi giữa các nghệ sĩ tên tuổi đã giành giải trước đó, được thực hiện từ những người trẻ tuổi và minh chứng cho việc anh có thể sản xuất ra những sản phẩm mang tính nghệ thuật. Năm 2016, Khắc Hưng cùng ca sĩ Nguyễn Trần Trung Quân và hai nhạc sĩ Đỗ Hiếu và Hoàng Touliver tham gia chương trình Khởi đầu ước mơ - Dream High và thí sinh Phạm Anh Duy của đội Khắc Hưng là quán quân mùa đầu tiên. Năm 2017, anh đạt Giải Cống hiến và sản xuất album Tâm 9. Năm 2018, anh là giám khảo cuộc thi Giọng hát Việt nhí. Trong khoảng thời gian đó, anh đã tạo ra "Như cái lò" và "Như lời đồn", hai ca khúc gây tranh cãi vì ca từ có phần nhạy cảm.
Đầu năm 2020, khi dịch COVID-19 bắt đầu bùng phát, được Bộ y tế đặt hàng, Khắc Hưng sáng tác lời mới cho bài "Ghen". Và cùng với phần phụ họa "Vũ điệu rửa tay" cực chất do dancer Quang Đăng biên đạo và thực hiện, "Ghen Cô Vy" sớm gây bão không chỉ trong nước mà được biết đến ở rất nhiều quốc gia trên thế giới, góp phần đưa thông điệp 5K phòng chống virus Corona đến gần và trở nên quen thuộc với công chúng.

## Danh sách đĩa nhạc
Album phòng thu
- Người lạ trong mơ (2023)

Đĩa đơn
| Năm  | Tên                                | Loại    | Chú thích            |
| ---- | ---------------------------------- | ------- | -------------------- |
| 2017 | "Ghen"                             | Đĩa đơn | với Min và Erik      |
| 2017 | "Anh sẽ luôn thật gần"             | Đĩa đơn |                      |
| 2017 | "Tiền đâu mua được"                | Đĩa đơn |                      |
| 2017 | "Ghen (Hoaprox Remix)"             | Đĩa đơn |                      |
| 2018 | "Phút giây tỏa sáng"               | Đĩa đơn | với Erik và Đức Phúc |
| 2018 | "MENU"                             | Đĩa đơn |                      |
| 2018 | "Liệu anh có thể yêu em (#LACTYE)" | Đĩa đơn | với Khắc Việt        |
| 2018 | "Chia tay đừng làm bạn"            | Đĩa đơn |                      |
| 2018 | "Vút bay"                          | Đĩa đơn |                      |
| 2021 | "Real Love"                        | Đĩa đơn | với Mỹ Anh           |
| 2021 | "Ta vẫn nắm tay nhau"              | Đĩa đơn |                      |
| 2025 | "Cay"                              | Đĩa đơn | với Jimmii Nguyễn    |

Sản xuất
| - Nguyễn Trần Trung Quân - Khởi hành (2014) - Hoàng Rob - Hừng đông (2016) - Trò chuyện (2019) | - Mỹ Tâm - Tâm 9 (2017) - Chị trợ lý của anh (Original Motion Picture Soundtrack) (2019) - Văn Mai Hương - Hương - Blossom (2019) - Hoàng Yến Chibi - Duyệt (2024) |

### Sáng tác
- #BABYBABY (Monstar)
- 4 giờ sáng (Nguyễn Trần Trung Quân)
- Anh chưa biết đâu (Mỹ Tâm)
- Anh đang nơi đâu (Miu Lê)[2]
- Anh đang về
- Anh đợi em được không (Mỹ Tâm)
- Anh qua đây đi (Min)
- Anh sẽ luôn thật gần
- Ánh nắng của anh (Chờ em đến ngày mai OST) (Đức Phúc)
- Ăn gì đây (Hòa Minzy và Mr. T)
- Ăn sáng nha (Erik và Suni Hạ Linh)
- Beautiful (Văn Mai Hương)[3]
- Bước đến bên em (Trọng Hiếu)[4]
- Bao giờ đủ lớn (Erik)
- Biết khi nào gặp lại (Mỹ Tâm)
- Cay (song ca cùng với Jimmii Nguyễn)
- Cà phê (Min)
- Chiến tranh lạnh (Trúc Nhân và Anh Tú)
- Cuộc tình không may (Mỹ Tâm)[5]
- Con chim sâu (Hoàng Rob và Kiều Anh)
- Con gái như em (Mỹ Tâm và Binz) (sáng tác cùng Binz)
- Con đường tôi (Trọng Hiếu)
- Cũng đành thôi (Đức Phúc)
- Cô ấy là ai (Mỹ Tâm)
- Dù chỉ là (Dương Hoàng Yến)
- Duyệt (Hoàng Yến Chibi)
- Đào đâu ra người như anh (Hoàng Yến Chibi)
- Đâu chỉ riêng em (Mỹ Tâm)
- Điều tuyệt vời (Mỹ Tâm)
- Đời là giấc mơ (Mỹ Tâm)
- Đón bình minh (Phạm Anh Duy)
- Độc ẩm (Kiều Anh)
- Độc thân (JSOL)
- Đối thoại (Hoàng Rob và Trần Văn Xâm)
- Đúng cũng thành sai (Mỹ Tâm)
- Đừng hỏi em (Mỹ Tâm)
- Đừng ngại ngùng (P336)
- Em là tất cả (Chờ em đến ngày mai OST) (Đức Phúc)
- Fever (Tiêu Châu Như Quỳnh)
- Free your mind
- Get down (Isaac)
- Get high (Lưu Hương Giang)
- Ghen (Min và Erik)
- Ghen Cô Vy (Min và Erik)
- Get out (Min)
- Hạ phỏm (Hoàng Thùy Linh)
- Hào quang (Mỹ Tâm)
- Hãy quay về đây (Kiều Anh)
- Hừng đông (Hoàng Rob)
- Hừng sáng (Nguyễn Trần Trung Quân)
- Hương vị quê hương (Mỹ Tâm)
- Hơi ấm ngày đông (Khắc Việt)
- Hơn cả yêu (Đức Phúc)
- Hiếm có khó tìm (JSOL và Han Sara)
- Hey boy (Huyền Sambi)
- I heart you (Erik và Min
- I'm still loving you (Noo Phước Thịnh)
- Into the groove
- Khi con là mẹ (Đông Nhi)
- Khói (Hà Lê)
- Khát khao tuổi trẻ (5S Online)
- Lắng nghe con tim (Ngọc Anh)
- Leave me alone (Đông Nhi và Bảo Anh)
- Lên mặt trăng
- Liệu anh có thể yêu em (Khắc Việt)
- Live for love (Sambi)
- Lửa (Nguyễn Trần Trung Quân)
- Mây bay cuối trời (Hoàng Rob và Trần Thu Hà)
- Mộng du (Hoàng Rob)
- Một lần sau cuối (Kiều Anh)
- Một người tôi luôn kiếm tìm (Nguyễn Trần Trung Quân)
- Mưa bóng mây (Hoàng Rob)
- Nên yêu hay không yêu (JSOL)
- Nếu anh đi (Mỹ Tâm)
- Nếu có buông tay (Mỹ Tâm)
- Nếu mai này (Dương Hoàng Yến)
- Ngại gì khác biệt (Soobin Hoàng Sơn)
- Ngày đó ta gặp lại (Thu Phương và Hoàng Rob)
- Ngày mai sẽ khác (Lê Hiếu)
- Ngắm sao (Min)
- Nguyện ước (Khắc Việt ft Hằng BingBoong)
- Người hãy quên em đi (Mỹ Tâm)
- Người lạ trong mơ
- Như cái lò (Huyền Sambi và Mr. A)
- Những đêm mùa hè
- Những đứa trẻ (Hoàng Rob và Gen9)
- Nơi mình dừng chân (Mỹ Tâm)
- Nơi ta bắt đầu (Huyền Sambi và Nguyễn Trần Trung Quân)
- Như lời đồn (Bảo Anh)
- Phải lòng anh (Min)
- Phiên bản giới hạn
- Phiêu nhịp thở (Phương Ly
- Phút giây tỏa sáng (Erik ft. Đức Phúc)
- Quá nhiều (Ưng Đại Vệ)
- Quay lại giường đi em (Hà Lê)
- Rất gần rất xa (Khắc Việt)
- Rất vui được gặp nhau (Mỹ Tâm và Hà Anh Tuấn)
- Riêng mình anh thôi (Văn Mai Hương)
- Sau tất cả (Erik)
- Say yes (Suni Hạ Linh)
- Say em vì đâu (Suni Hạ Linh)
- Slower
- Sốc nhiệt (Hoàng Yến Chibi)
- Ta sẽ quên (Khắc Việt)
- Take me away (Min)
- Tất cả sẽ tốt thôi (Quang Anh)
- Thích rồi đấy (Suni Hạ Linh)
- Thiêu thân (Ali Hoàng Dương)
- This way (Cara Phương)
- Thức giấc (Nguyễn Trần Trung Quân)
- Tình cũ bao giờ cũng tốt hơn (Dương Hoàng Yến)
- Tiền đâu mua được
- Tiến tới vinh quang (Noo Phước Thịnh)
- Tiếng đêm (Hoàng Rob)
- Tiếng mưa dai dẳng (Nguyễn Trần Trung Quân)
- Tiếng vọng (Hoàng Rob)
- Tìm (Min và Mr. A)
- Trèo cao ngã đau (Minh Hằng)
- Trên tình bạn dưới tình yêu (Min)
- Trong trí nhớ của anh (Nguyễn Trần Trung Quân)
- Turn it up (Monstar)
- Từ bỏ (Khắc Việt)
- (Từng là) Boyfriend, Girlfriend (Min)
- Up to you (Min)
- Ừ! Em xin lỗi (Hoàng Yến Chibi và B Ray)
- Và em có biết (Quốc Thiên)
- Vẽ đường cong (Trúc Nhân)
- Về nhà vui hơn (Min)
- Vì anh là của em (Hòa Minzy)
- Tôi là VTVer
- Wow (Maya)
- Yêu (Min)
- Yêu nhầm bạn thân (Đỗ Hoàng Dương)

## Giải thưởng
- Bài hát hiện tượng của năm Giải thưởng Làn Sóng Xanh 2016
- Top 10 nhạc sĩ được yêu thích nhất Giải thưởng Làn Sóng Xanh 2016
- Hòa Âm/Phối khí của năm Giải thưởng Làn Sóng Xanh 2016
- Ca khúc của năm Zing Music Awards 2016
- Ca khúc được cộng đồng mạng chia sẻ nhiều nhất Zing Music Awards 2016
- Ca khúc hiện tượng YAN Vpop 20 Awards 2016
- Top 20 bài hát xuất sắc nhất năm YAN Vpop 20 Awards 2016
- Nhạc sĩ của năm Zing Music Awards 2017
- Đề cử Giải thưởng Âm nhạc Cống hiến 2017 cho "Nhà sản xuất của năm", "Nhạc sĩ của năm" và "Bài hát của năm"
- Nhận Giải thưởng Âm nhạc Cống hiến 2017 cho "Nhà sản xuất của năm" và "Nhạc sĩ của năm"
- Đề cử Giải thưởng Âm nhạc Cống hiến 2018 cho "Nhà sản xuất của năm" và "Video âm nhạc của năm"